# Clara Immerwahr
Clara Immerwahr po mężu Haber (ur. 21 czerwca 1870 w Polkendorf, zm. 2 maja 1915 w Berlinie-Dahlem) – niemiecka chemiczka, pierwsza kobieta, której Uniwersytet Wrocławski nadał stopień doktora, żona Fritza Habera.

## Życiorys

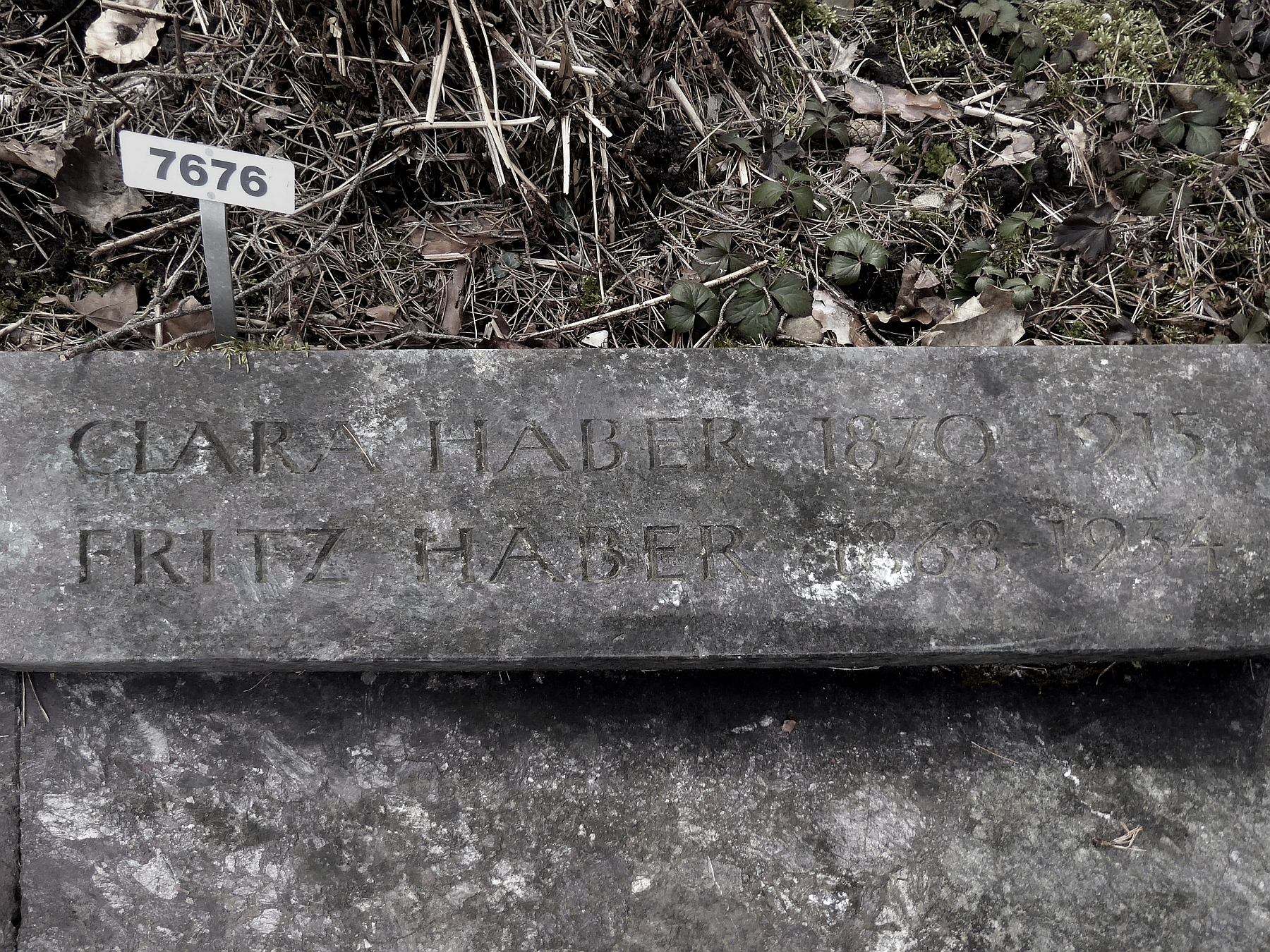
Grób Fritza i Clary Haberów

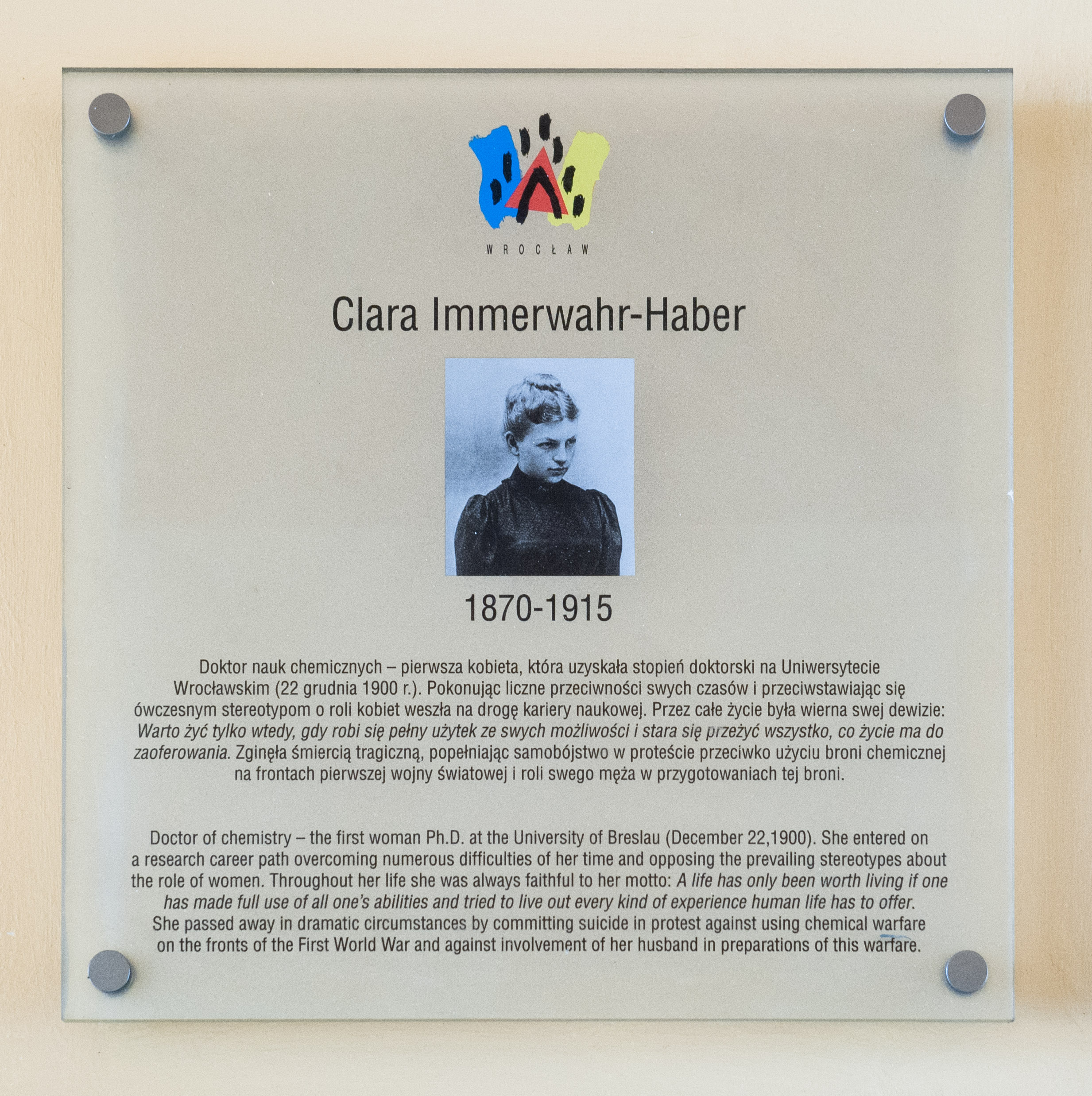
Tablica pamiątkowa na budynku Uniwersytetu Wrocławskiego

Urodziła się 21 czerwca 1870 roku w podwrocławskiej wsi Polkendorf (dziś Wojczyce) w zasymilowanej rodzinie żydowskiej, jako najmłodsza córka doktora chemii Philippa Immerwahra i Anny z domu Krohn. Miała dwie siostry, Elli i Rose, oraz brata Paula, który jak ojciec był chemikiem. Po ukończeniu Töchterschule von Fräulein Krug we Wrocławiu studiowała od 1895 na Uniwersytecie Wrocławskim. 22 grudnia 1900 roku uzyskała stopień doktora magna cum laude na podstawie rozprawy Beiträge zur Löslichkeitsbestimmung schwerlöslicher Salze des Quecksilbers, Kupfers, Bleis, Cadmiums und Zinks („Przyczynki do określenia rozpuszczalności trudnorozpuszczalnych soli rtęci, miedzi, ołowiu, kadmu i cynku”). Była pierwszą kobietą, która na tej uczelni uzyskała stopień doktorski. Promotorem jej dysertacji był Richard Abegg, w którego pracowni została laborantką po studiach. W 1901 roku poślubiła Fritza Habera (1868–1934), po studiach pracowała razem z mężem w Karlsruhe. Po roku urodził im się syn Hermann (1902–1946). Tłumaczyła m.in. prace Habera na angielski.
2 maja 1915 popełniła samobójstwo, strzelając sobie w pierś z wykradzionego mężowi pistoletu. Rozpowszechniona teoria głosi, że uczyniła to pod wpływem wieści o skutkach użycia podczas I wojny światowej gazów bojowych wyprodukowanych przez jej męża.

## Upamiętnienie
19 grudnia 2011 roku na budynku głównym wrocławskiej uczelni odsłonięto poświęconą jej tablicę pamiątkową.
W 2021 r. na Uniwersytecie Wrocławskim powstała fundacja jej imienia, która postawiła sobie za cel wzmacnianie aktywnej obecności kobiet w nauce.

### W kulturze
Małżeństwo Clary i Fritza jest jednym z wątków filmu „Haber”, w scenografii i reżyserii Daniela Ragussisa. Haberowie są także inspiracją dla postaci Lenza i Iris Alterów w powieści A Reunion of Ghosts Judith Claire Mitchell. Słuchowisko The Greater Good z 2008 wyreżyserowane przez Celię de Wolff w scenariuszu Justina Hoppera skupia się na oburzeniu Clary wobec działań męża. W 2014 austriacki reżyser Harald Sicheritz nakręcił obraz Clara Immerwahr. W fabularyzowanym filmie dokumentalnym Obłoki śmierci. Bolimów 1915 z 2020 r. w rolę Clary Haber wcieliła się Agnieszka Palka.